# كويزي مكسيكي
كويزي مكسيكي (الاسم العلمي: Cantharellus mexicanus) هو نوع من الفطريات يتبع جنس الكويزي من فصيلة الكويزية.